# Maker Hikōshiki Hatsune Mix
Maker Hikōshiki Hatsune Mix (メーカー非公式 初音みっくす?, Mēkā Hikōshiki Hatsune Mikkusu) è un manga scritto e disegnato da Kei. Il manga è basato sul personaggio di Hatsune Miku, nato come secondo applicativo del programma Vocaloid, ma man mano che la storia va avanti include altri vocaloid. Il manga è stato serializzato sulla rivista Comic Rush, edita dalla Jive fra il gennaio 2008 ed il dicembre 2010.

## Trama
Ogni capitolo del manga Maker Hikōshiki Hatsune Mix racconta una storia autonoma e spesso ci sono pochissimi elementi a collegare i capitoli fra loro. Ciò nonostante, è possibile individuare nella storia del manga una approssimativa linea cronologica, tenendo conto delle prime apparizioni dei vari personaggi. La serie è ambientata a Sapporo, in Giappone e la caratterizzazione dei personaggi è fortemente influenzata dalla comunità dei fans dei vocaloid. Nella serie compare spesso anche Teto Kasane, applicativo di UTAU, programma concorrente di Vocaloid.

## Volumi
| Nº | Data di prima pubblicazione | Data di prima pubblicazione | Data di prima pubblicazione |
| Nº | Giapponese                  | Giapponese                  |                             |
| -- | --------------------------- | --------------------------- | --------------------------- |
| 1  | 7 dicembre 2008             | ISBN 978-4-8617-6589-6      |                             |
| 2  | 7 novembre 2009             | ISBN 978-4-8617-6727-2      |                             |
| 3  | 6 novembre 2010             | ISBN 978-4-8617-6799-9      |                             |